# James G. Birney
Pour les articles homonymes, voir Birney.
James Gillespie Birney, né à le 4 février 1792 à Danville (Kentucky), alors en Virginie, et mort à Perth Amboy le 24 novembre 1857, est un juriste et homme politique abolitionniste américain.

## Biographie
Juriste de formation, Birney exerce à partir de 1818 dans l'Alabama, d'abord en tant qu'avocat puis comme procureur de district (district attorney). Élu membre de la législature de l'Alabama en 1819, Birney se distingue de la plupart des hommes politiques du Sud par son antiesclavagisme, qu'il fonde sur ses convictions religieuses. Partisan de l'émancipation progressive des noirs, il montre l'exemple en affranchissant ses vingt esclaves. Il s'intéresse également aux projets d'installation en Afrique des esclaves affranchis (projets portés par l'American Colonization Society).

De retour dans son État natal, il devient professeur à l'Université de Danville.

Après la publication d'un pamphlet en 1834, il fonde à Cincinnati un journal, Le Philanthrope (The Philanthropist, 1836-1843), pour diffuser ses idées, qui ont évolué de l'antiesclavagisme à l'abolitionnisme. La question de l'esclavage devient un sujet délicat qui déchaîne les passions : en 1836, les bureaux du Philanthrope sont mis à sac par la foule, qui détruit également ses presses. Retiré à New York, Birney y devient le secrétaire de la Société antiesclavagiste, dont il promeut les idées au moyen de conférences et d'articles.
Avant l'élection présidentielle de 1840, il est choisi par le Parti de la liberté (Liberty Party) pour être candidat à la présidence des États-Unis. Le Parti de la liberté avait été fondé par les abolitionnistes modérés A) en désaccord avec l'approche essentiellement morale et religieuse de l'anti-esclavagiste de William Lloyd Garrison et ses collaborateurs, et incluant l'égalité des femmes, et B) en s'éloignant de la société anti-esclavage américaine (Tappan démentit un jour dans une lettre au Liberator les rumeurs de formation d'un parti par Birney en rappelant que l'organisation anti-esclavagiste n'avait jamais convenu de fonder un tel parti.) Birney obtient moins de 7 000 voix. Il était alors notamment supporté par deux journaux de New York: The Tocsin of Liberty, et le Liberty Press.

Il est à nouveau investi par son parti pour l'élection présidentielle de 1844. Il obtient cette fois-ci plus de 62 000 voix, contribuant à la défaite du whig Henry Clay (dont, paradoxalement, il était politiquement proche) face au démocrate James Knox Polk.
Blessé à la suite d'une chute de cheval (1845), il se retire de la vie politique.
En 1848, le Parti de la liberté fusionne avec une fraction des whigs nordistes (les Conscience whigs) et une fraction des démocrates new-yorkais radicaux (les Barnburners) pour former le Parti du sol libre (Free Soil Party).

## Fils
Lors de la Guerre de Sécession (1860-1865), dont l'enjeu principal est l'abolition de l'esclavage, trois des fils de James Birney (David Bell, William et Fitzhugh Birney) combattront dans les rangs de l'armée de l'Union. Parmi eux, le général David Bell Birney (1825-1864) se distinguera pendant la campagne de McClellan en Virginie puis lors des batailles de Bull Run, Fredericksburg (1862) et Chancellorsville (1863).